# Dragoș Vodă Cernăuți
Dragoș Vodă Cernăuți was een Roemeense voetbalclub uit Tsjernivtsi, een stad die achtereenvolgens tot Oostenrijk-Hongarije, Roemenië en de Sovjet-Unie toebehoorde en momenteel in Oekraïne ligt. 

## Geschiedenis
De club werd in 1909 opgericht, al zeggen sommige bronnen ook 1907 en 1908 als Rumänischer Fußballklub Czernowitz. Nadat de stad van Oostenrijk werd overgeheveld naar Roemenië werd de naam veranderd in Dragoș Vodă Cernăuți. Dragoș is de legendarische stichter van het vorstendom Moldavië in 1352.
De club nam deel aan de regionale kampioenschappen van Czernowitz. In 1928/29 werd de club kampioen en plaatste zich daardoor voor de eindronde om de Roemeense landstitel. De club won twee wedstrijden en werd in de halve finale verslagen door Venus Boekarest. Ook het volgende seizoen plaatste de club zich voor de eindronde, maar werd nu meteen uitgeschakeld. In 1932/33 werd de club opnieuw kampioen, maar inmiddels was er een competitie opgezet voor het hele land. De club speelde een play-off tegen Brașovia Brașov om opgenomen te worden in de Divizia A, maar verloor. Na een nieuwe titel in 1935 promoveerde de club naar de Divizia B (tweede klasse). In 1937 promoveerde de club naar de hoogste klasse. Daar werd de club laatste en degradeerde. Na de Tweede Wereldoorlog verdween de club.
Dragoș Vodă is de enige club uit de stad Cernăuți, die erin slaagde om in de Roemeense hoogste klasse te spelen. Buiten Jahn Czernowitz kon ook geen andere club een wedstrijd winnen in de eindronde om de Roemeense titel.